# Джон Оуен (теолог)
Джон Оуен (англ. John Owen, нар. 1616, Оксфордшир, Англія — 24 серпня 1683, Лондон) — конгрегаціоналістський священник і теолог валлійського походження часів правління Олівера Кромвеля. Асоціюється з радикальним пуританізмом.

## Життя і творчість
Оуен народився в Стадгемптоні, Оксфордшир, Англія, в сім'ї валлійського священника. 4 листопада 1631 року він вступив до Королівського коледжу в Оксфорді на навчання. Він займався класичною філологією, математикою, філософією, богослов'ям та івритом і здобув ступінь магістра мистецтв у 1635 році. Лише у 1653 році він здобув ступінь доктора богослов'я.
Оуену неодноразово доводилося залишати Оксфорд. Вперше це сталося в 1637 році, коли він відмовився дотримуватися нового статуту, нав'язаного архієпископом Кентерберійським Вільямом Лаудом, і в результаті був змушений втекти. Згодом він працював домашнім капеланом і вчителем. Він втратив цю посаду, коли приєднався до Парламенту на початку Громадянської війни в 1642 році. Ця позиція також коштувала йому спадку його валлійського дядька, який залишився вірним королю. Оуен пережив духовну кризу, від якої оговтався в усамітненні в Чартергауз-Ярді в Лондоні.
У 1643 році він опублікував суворо кальвіністський трактат «Прояв армініанства» (англ. The Display of Arminianism), який відкрив йому двері для того, щоб стати пастором у Фордхемі (графство Ессекс). До 1646 року він в основному зосереджувався на служінні громаді у Фордхемі.
Перебуваючи у Фордхемі, Оуен спочатку підтримав конституцію пресвітеріанської церкви у своїй праці «Обов'язок пасторів і шанованих людей» (англ. The Duty of Pastors and People Distinguished). Однак після поглибленого вивчення історії раннього християнства він відмовився від цієї позиції й схилився до поміркованого індепендентства або конгрегаціоналізму. Його зміна поглядів вперше була помітна в проповіді, яку він виголосив перед «Довгим парламентом» 29 квітня 1646 року. Він розвинув її далі в «Країнознавчому нарисі для практики церковного управління» (англ. Country Essay for the Practise of Church Government).
У 1646 році Оуен зайняв пасторську посаду в Коггесхоллі (графство Ессекс), де організував громаду, засновану на конгрегаціоналістських принципах. Ці принципи він виклав у своєму трактаті 1648 року «Ешеол, або Правила керівництва для ходіння святих у спільноті» (англ. Esheol; or the Rules of Direction for the Walking of the Saints in Fellowship).
У цей час сусіднє місто Колчестер було обложено Томасом Ферфаксом, що призвело до дружби між Оуеном і Ферфаксом. На прохання Фейрфакса Оуен також проповідував на богослужіннях в армії. Він був обраний для проповіді в день страти короля Карла I в парламенті й впорався з цим завданням, не звертаючись безпосередньо до цієї події. Завдяки цій проповіді він також познайомився з Олівером Кромвелем, якого супроводжував як капелан під час його кампаній в Ірландії та Шотландії з 1649 по 1651 рік.
Згодом Оуен повернувся до Оксфорда. У 1651 році він став деканом Церкви Христа в Оксфорді. З 1651 року він недовго представляв Оксфордський університет в парламенті. У 1652 році Кромвель призначив його віцеканцлером Оксфордського університету, і він обіймав цю посаду до 1658 року.
Кромвель звертався до Оуена за порадою щодо створення плюралістичної державної церкви. У 1654 році до нього зверталися як до радника для вирішення розбіжностей у Шотландській Церкві. Він також брав участь в офіційних місіях щодо протестантизму в Ірландії. Крім того, Оуен відіграв важливу роль у розробці Савойської декларації 1658 року, модифікованої версії Вестмінстерського віросповідання.
Після реставрації Стюартів у 1660 році Оуен знову був змушений покинути Оксфорд. У 1662 році, коли 2 000 міністрів були звільнені зі своїх посад, Оуен виступив на захист прав цих переслідуваних нонконформістів. Він відмовився від єпископства, запропонованого йому Карлом II. Таким чином, він залишився без офіційної посади, але продовжував активну діяльність як автор і проповідник у відомій конгрегаціоналістській церкві на Ліденхолл-стріт у Лондоні, де в 1682 році отримав підтримку від Девіда Кларксона.
У шлюбі з Мері Рук у 1644 році в Оуена народилося одинадцять дітей, десять з яких померли в дитинстві. Лише одна донька досягла дорослого віку, але й вона померла від туберкульозу невдовзі після одруження.

## Внесок
Оуен був надзвичайно плідним богословським автором. Його публікації з питань церковної конституції, що підкреслюють незалежність окремих церковних громад одна від одної та від будь-якої цивільної чи церковної влади, зробили його провідною фігурою в конгрегаціоналізмі.